# Stormyrtjärnen (Ramsjö socken, Hälsingland)
Stormyrtjärnen är en sjö i Ljusdals kommun i Hälsingland och ingår i Ljusnans huvudavrinningsområde. Sjön har en area på 0,0897 kvadratkilometer och ligger 310 meter över havet.

## Delavrinningsområde
Stormyrtjärnen ingår i det delavrinningsområde (689211-149762) som SMHI kallar för Mynnar i Hennan. Medelhöjden är 323 meter över havet och ytan är 13,63 kvadratkilometer. Det finns inga avrinningsområden uppströms utan avrinningsområdet är högsta punkten. Vattendraget som avvattnar avrinningsområdet har biflödesordning 3, vilket innebär att vattnet flödar genom totalt 3 vattendrag innan det når havet efter 167 kilometer. Avrinningsområdet består mestadels av skog (81 procent). Avrinningsområdet har 0,23 kvadratkilometer vattenytor vilket ger det en sjöprocent på 1,7 procent.